# Deken van Westminster

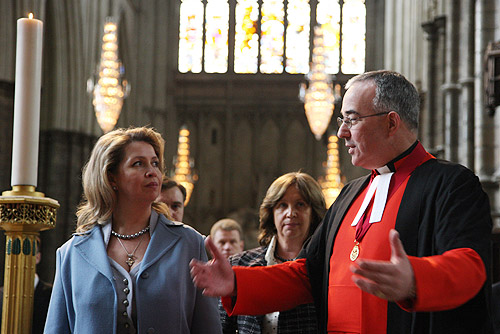
John Hall, deken van Westminster sinds 2006, hier in het gezelschap van Svetlana Medvedeva, echtgenote van Ruslands voormalig president Dmitry Medvedev

De deken van Westminster (Engels: Dean of Westminster) is het hoofd van het kapittel van Westminster Abbey, een van de belangrijkste anglicaanse kerken in Londen. De kerk geldt als een royal peculiar en valt daarom onder directe jurisdictie van de Britse monarch. De deken van Westminster geldt daarom als een van de hoogste Britse geestelijken. Hij is op grond daarvan ondergeschikt noch aan de bisschop van Londen, noch aan de aartsbisschop van Canterbury. De dekens van Westminster hebben altijd een belangrijke rol gespeeld in monarchale erediensten. Zo ging deken Wesley Carr voor in de plechtigheden rond de begrafenis van Diana, prinses van Wales.